# Desa Setiajaya (administrativ by i Indonesien, lat -7,35, long 108,24)
Desa Setiajaya är en administrativ by i Indonesien.   Den ligger i provinsen Jawa Barat, i den västra delen av landet, 200 km sydost om huvudstaden Jakarta.